# Calonectris
Genre
Le genre Calonectris regroupe des espèces d'oiseaux de mer de la famille des Procellariidae, tous nommés puffins.

## Liste d'espèces
D'après la classification de référence (version 14.1, 2024) de l'Union internationale des ornithologues, il y a 4 espèces du genre Calonectris (ordre phylogénique) :
- Calonectris leucomelas (Temminck, 1836) – Puffin leucomèle : Ouest de l'océan Pacifique ;
- Calonectris borealis (Cory, 1881) – Puffin cendré : îles de l'Atlantique des Açores, de Madère, des Canaries et des Berlengas ;
- Calonectris diomedea (Scopoli, 1769) – Puffin de Scopoli : îles de la Méditerranée ;
- Calonectris edwardsii (Oustalet, 1883) – Puffin du Cap-Vert : Cap-Vert.

Paleobiology Database (18 oct. 2012) ajoute les espèces suivantes :
- †Calonectris krantzi
- †Calonectris kurodai

Une autre espèce éteinte a été décrite,  †Calonectris wingatei.